# Stensjön (Västerfärnebo socken, Västmanland)
Stensjön är en sjö i Sala kommun i Västmanland och ingår i Norrströms huvudavrinningsområde. Sjöns area är 0,034 kvadratkilometer och den befinner sig 112 meter över havet.